# Stabulație

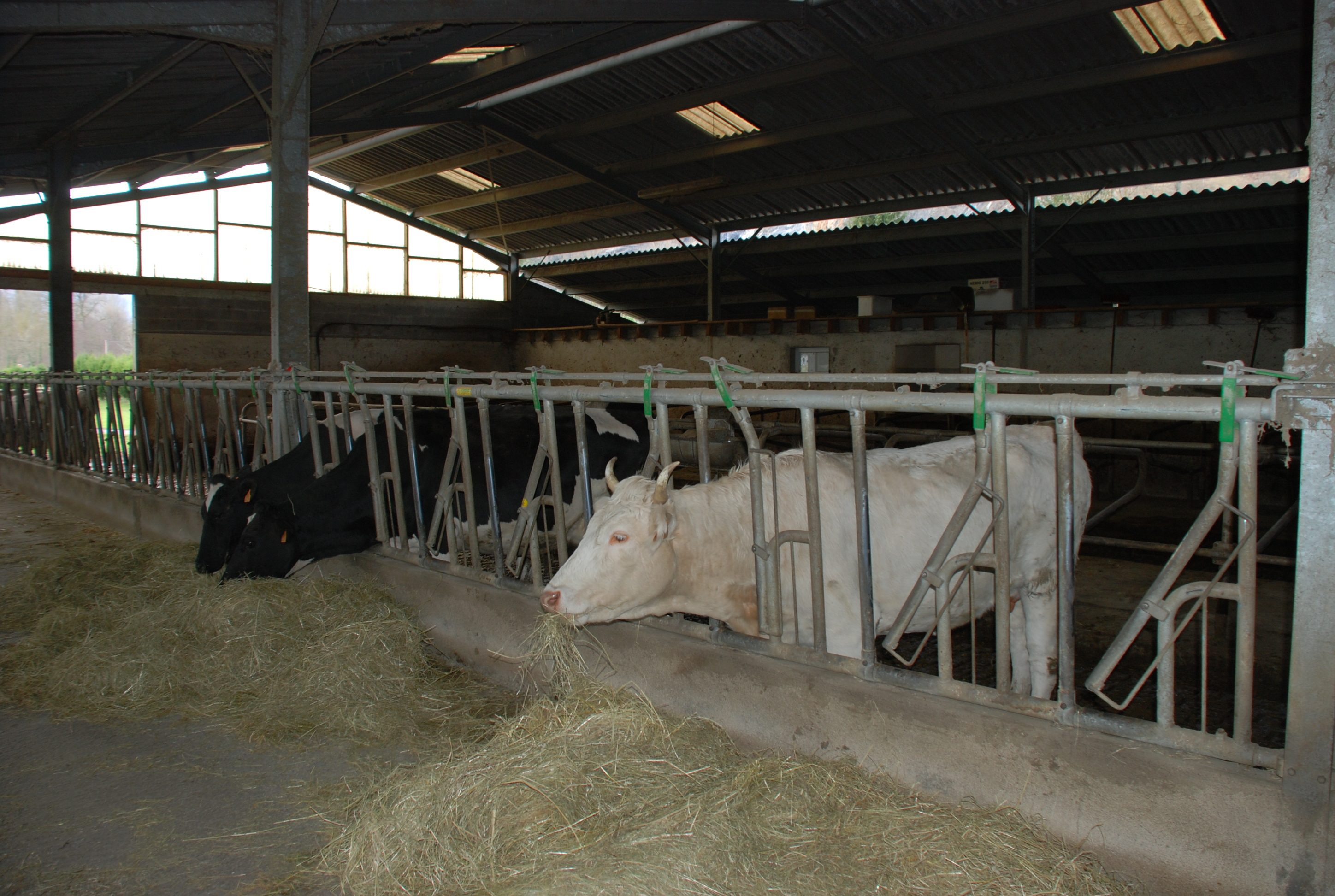
Vaci Holstein crescute în stabulație

În zootehnie, termenul stabulație se referă la menținerea animalelor în adăposturi.
Poate fi temporară, în special în perioada de iarnă sau când condițiile nu permit scoaterea la pășune, sau permanentă, în cazul creșterii animalelor în unități de tip industrial.
Acest articol conține text din Dicționarul enciclopedic român (1962-1966), aflat acum în domeniul public.